# Ginny Weasley
Ginevra Molly Weasley, dite Ginny, est un personnage de la saga Harry Potter, écrite par J. K. Rowling. Elle est l'unique fille d'Arthur et de Molly Weasley, et la benjamine de la fratrie. 
Née le 11 août 1981, Ginny rencontre pour la première fois Harry Potter sur la voie 9 ¾, dans Harry Potter à l'école des sorciers, et en tombe très vite amoureuse. Plus tard, elle devient l’un des membres les plus influents de l'Armée de Dumbledore, avec Harry, son frère Ron, Hermione, Luna Lovegood et Neville Londubat. Le même groupe accompagnera Harry dans son expédition au ministère de la Magie pour affronter Voldemort. Dans l'épilogue de la saga, dix-neuf ans après que Harry Potter a vaincu Lord Voldemort, elle est l'épouse de Harry et a trois enfants. 
Le personnage est interprété par Bonnie Wright au cinéma et par Poppy Miller dans la pièce de théâtre Harry Potter et l'Enfant maudit (2016).

## Histoire

### Série originelle
Dans Harry Potter à l'école des sorciers, avec sa mère, Ginny accompagne ses frères (Ron, George, Fred et Percy) à la gare de King's Cross où ils vont prendre le train pour Poudlard qui part de la voie 9¾ ; elle-même étant encore trop jeune pour aller à l'école des sorciers, ayant seulement dix ans. C'est à cette occasion qu'elle rencontre Harry Potter pour la première fois : elle veut monter le voir dans le train dès qu'elle comprend qu'il s'agit du célèbre Harry Potter.
Dans Harry Potter et la Chambre des secrets, Ginny commence ses études à Poudlard. Elle est envoyée à Gryffondor, comme toute sa famille avant elle. Elle retrouve Harry qui passe ses vacances chez les Weasley, ce dernier étant devenu le meilleur ami de Ron. Elle est troublée en présence de Harry, devenant rougissante et maladroite en sa présence. Peu de temps après son arrivée à Poudlard, de grands fléaux se répandent sur l’école : des élèves et des animaux sont pétrifiés. Ginny est très affectée par ces événements, et ses frères Fred et George qui la taquinent ne font rien pour arranger la situation. En réalité, c’est Ginny elle-même qui a commis ou permis toutes ces exactions, sur l'injonction de Tom Jedusor qui la possédait via un journal intime auquel elle se confiait. Ainsi, elle a étranglé les coqs de Hagrid, car leur chant est mortel pour le basilic, le monstre à l'origine des agressions ; elle a écrit des messages avec du sang sur des murs, et elle a ouvert la Chambre des secrets qui renferme le basilic. Les secrets révélés par Ginny dans le journal intime donnaient de plus en plus de force à Tom Jedusor, si bien que celui-ci a pu « déverser un peu de son âme dans la sienne ». Elle finit par s'en rendre compte et se débarrasse du journal en le jetant dans les toilettes de Mimi Geignarde. Mais en s'apercevant que Harry le récupère par hasard, elle a peur qu'il découvre tout ce qu'elle a écrit et lui reprend le journal. Les agressions reprennent alors aussitôt ; Ginny, de plus en plus troublée, tente de se trouver seule avec Harry et Ron pour leur avouer ce qu'elle a fait, mais elle est interrompue par Percy. Ouvrant une dernière fois la Chambre des secrets sous l'emprise de Tom Jedusor, elle s'y évanouit et risque de mourir du fait que Tom Jedusor la prive de plus en plus de son âme pour reprendre lui-même forme physique. Harry la sauve finalement en venant dans la chambre des secrets et en y anéantissant le basilic puis Tom Jedusor. Ginny est horrifiée, elle croit qu'elle va se faire renvoyer de l'école. Mais heureusement, le directeur Albus Dumbledore se montre très compréhensif en disant que « des sorciers beaucoup plus âgés et plus avisés qu'elle se sont laissés envoûter par Lord Voldemort », et Ginny, bien que toujours et à jamais très choquée par cette expérience, peut reprendre sa scolarité sans encombre.
Dans Harry Potter et la Coupe de feu, Ginny est toujours aussi éprise de Harry, bien que ses instants de gêne et de maladresses soient de moins en moins réguliers. Quand Harry et Ron se disputent à propos du Tournoi des Trois Sorciers, Ginny prend un mal en cœur à être du côté de son frère. À Noël, un bal est organisé et Ginny accepte d’y aller avec Neville Londubat. Elle est très déçue quand elle apprend que Harry, resté libre, aurait très bien pu aller au bal avec elle mais surtout quand elle apprend que celui-ci en aime une autre, Cho Chang. Lors du bal, Neville lui marche violemment sur les pieds quand il danse avec elle, mais c'est lors de ce bal qu'elle rencontre Michael Corner, un élève de la maison Serdaigle. Ginny, sur un conseil d'Hermione pour dévoiler sa personnalité à Harry, apprend à faire sa connaissance et décide de s'afficher de manière plus spontanée.
Dans Harry Potter et l'Ordre du Phénix, elle semble avoir mis de côté son amour pour Harry. Elle se propose de l'aider et devient un appui solide. Elle assiste aux réunions de l'Armée de Dumbledore, dont elle a trouvé le nom ; Cho avait proposé A.D. pour Association de Défense, mais Ginny, inspirée par cette demande, trouva aux lettres AD une autre signification. Ginny devient attrapeuse dès le deuxième match de l'équipe de Quidditch de Gryffondor, lorsque Harry lui-même a été expulsé de l'équipe par le professeur Ombrage. Elle réussit à attraper le Vif d'or juste sous le nez de Cho Chang. Elle insiste pour accompagner Harry, Ron et Hermione au ministère de la Magie pour aller secourir Sirius. Elle se bat courageusement contre les Mangemorts venus chercher la prophétie, révélant ses performances étonnantes en magie. Finalement, elle s'en sort et retourne à Poudlard où elle fait gagner des points à Gryffondor grâce à tous ces exploits. À la fin du roman, elle rompt avec Michael Corner et commence à sortir avec Dean Thomas.
Dans Harry Potter et le Prince de sang-mêlé, Harry commence à éprouver des sentiments forts envers Ginny, qui se dévoilent à lui de plus en plus au fil du récit jusqu'à ce qu'il ne puisse plus les ignorer, particulièrement après avoir surpris Ginny dans les bras de Dean Thomas. Le jour où Harry se décide à boire du Felix Felicis pour convaincre Horace Slughorn de lui remettre son souvenir, Ginny et Dean se séparent. Il est bien sûr satisfait mais n'ose agir, livré à une terrible bataille intérieure, hésitant entre se brouiller avec Ron, ou renoncer à Ginny. Il ne lui dévoile sa flamme que dans l'euphorie d'un après-match de Quidditch pendant lequel Harry était en retenue avec Severus Rogue. Sans réfléchir, Harry l'embrasse devant tout le monde, toute la salle les observe alors, notamment une Hermione triomphante et un Ron stupéfait. À partir de ce moment, Ginny est souvent présente auprès de Harry, Ron et Hermione et « intègre » d'une certaine façon la bande. Harry et Ginny sortent ensemble jusqu'à la fin de l'année. Quand Harry lui annonce qu'ils doivent se séparer car il ne veut pas que leur relation fasse d'elle une cible de choix pour les partisans de Lord Voldemort, Ginny se montre compréhensive.
Dans Harry Potter et les Reliques de la Mort, pendant leur quête des Horcruxes, Harry, Ron et Hermione apprennent qu'elle mène l'A.D. à Poudlard aux côtés de Neville et Luna. Ils tentent de s'emparer de l'épée de Gryffondor dans le bureau de Severus Rogue, devenu directeur, mais celui-ci les surprend lorsqu'ils prennent la fuite. Harry, Ron et Hermione entendent d'abord dire que les trois amis ont récolté une punition cruelle, mais apprennent finalement qu'il ne s'agissait que de tâches à accomplir pour Hagrid, dans la forêt interdite, ils sont un peu plus rassurés à l'exception de Ron, qui est inquiet pour sa sœur. À Pâques, Ginny se réfugie avec toute sa famille - sauf Ron et Bill - chez sa grand-tante Muriel car après l'enlèvement de Luna et les tortures, Poudlard n'est plus sûr. Enfin, lors de la bataille finale, malgré l'interdiction de sa mère de prendre part aux combats, elle affronte Bellatrix Lestrange en compagnie d'Hermione et Luna, et manque de peu d'être frappée par le sortilège de mort. Sa relation avec Harry reprend implicitement entre la fin du récit et l'épilogue.
Dans l'épilogue, dix-neuf ans plus tard, Ginny et Harry ont trois enfants : James Sirius (13 ans), Albus Severus (11 ans), et Lily Luna (9 ans). Ils se rendent sur la voie 9 ¾ où ils retrouvent les enfants de Ron et Hermione qui vont eux aussi à Poudlard.

### Pièce de théâtre
Dans Harry Potter et l'Enfant maudit, Ginny est responsable éditoriale de la rubrique Quidditch et sport à la Gazette du sorcier.  Elle est mariée à Harry Potter et a trois enfants : Albus Severus, James Sirius et Lily Luna.

## Caractéristiques
Au début de l'histoire, Ginny se montre très intimidée par Harry. Elle rougit facilement et devient maladroite en sa présence ou dès qu'il lui adresse la parole. Elle prend de l'assurance et de l'indépendance au fil des romans et se rapproche de Harry et d'Hermione. Elle montre également un fort caractère et a tendance à vouloir s'imposer face à l'autorité, notamment à partir du tome 5, dans lequel elle montre également des qualités en magie et se révèle être une joueuse particulièrement douée au Quidditch. Dans le dernier roman, Ginny tient tête à Severus Rogue en l'absence de Harry, en perpétuant l'armée de Dumbledore en dépit du règlement réinterdisant les associations d'élèves. Elle est rejointe par Neville Londubat et Luna Lovegood.
Ginny a les cheveux roux et les yeux marron. Elle est de petite taille.

## Adaptations
Au cinéma

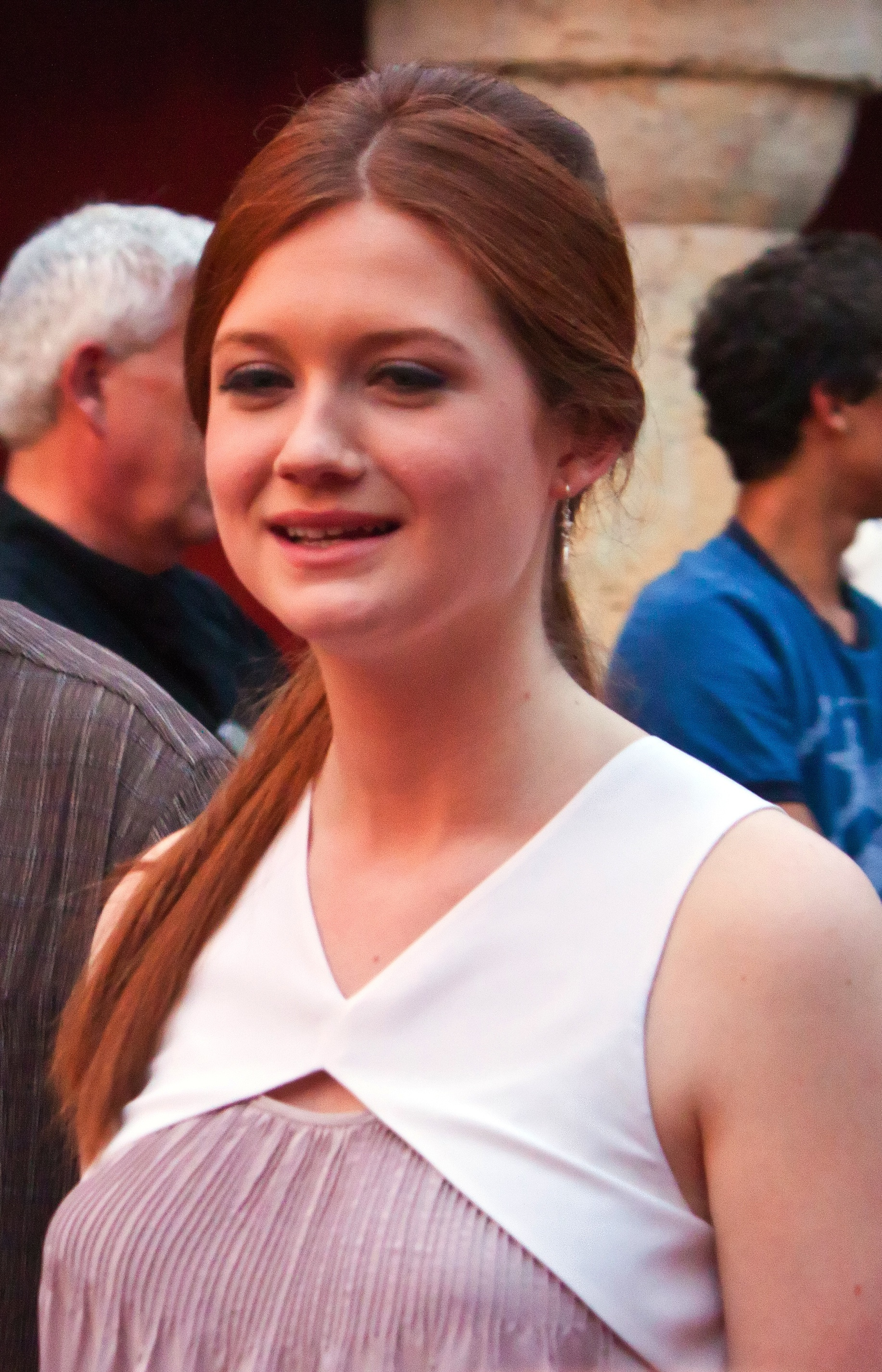
Bonnie Wright en 2010, interprète de Ginny Weasley.

- Harry Potter à l'école des sorciers (Chris Columbus, 2001) avec Bonnie Wright
- Harry Potter et la Chambre des secrets (Chris Columbus, 2002) avec Bonnie Wright
- Harry Potter et le Prisonnier d'Azkaban (Alfonso Cuarón, 2004) avec Bonnie Wright
- Harry Potter et la Coupe de feu (Mike Newell, 2005) avec Bonnie Wright
- Harry Potter et l'Ordre du Phénix (David Yates, 2007) avec Bonnie Wright
- Harry Potter et le Prince de Sang Mêlé (David Yates, 2009) avec Bonnie Wright
- Harry Potter et les Reliques de la Mort (David Yates, 2010 et 2011) avec Bonnie Wright

Léa François double Bonnie Wright en français dans les trois premiers films, Camille Donda dans les deux suivants et Margaux Laplace dans les deux derniers. Adèle Trottier-Rivard est sa voix québécoise.
Au théâtre
- Harry Potter et l'Enfant maudit (John Tiffany, 2016) avec Poppy Miller.

### Source
- Cet article est partiellement ou en totalité issu de l'article intitulé « Armée de Dumbledore » (voir la liste des auteurs).